# San Valentino (Sorano)
San Valentino è una frazione del comune italiano di Sorano, nella provincia di Grosseto, in Toscana.

## Geografia fisica
Il paese sorge alle pendici orientali del Monte Elmo, nell'area dell'entroterra della Maremma grossetana nota come area del Tufo. San Valentino dista circa 9 km da Sorano e poco più di 85 km da Grosseto.

## Storia
Il territorio di San Valentino era già abitato ai tempi degli etruschi, come dimostrano i ritrovamenti di numerosi reperti risalenti al IV e III secolo a.C. e suggestivi cunicoli scavati nel tufo. Il borgo nacque come villaggio rurale nel Medioevo, quando ricevette il nome di San Valentino dopo la costruzione di una cappella dedicata al santo risalente al XV secolo.

## Monumenti e luoghi d'interesse

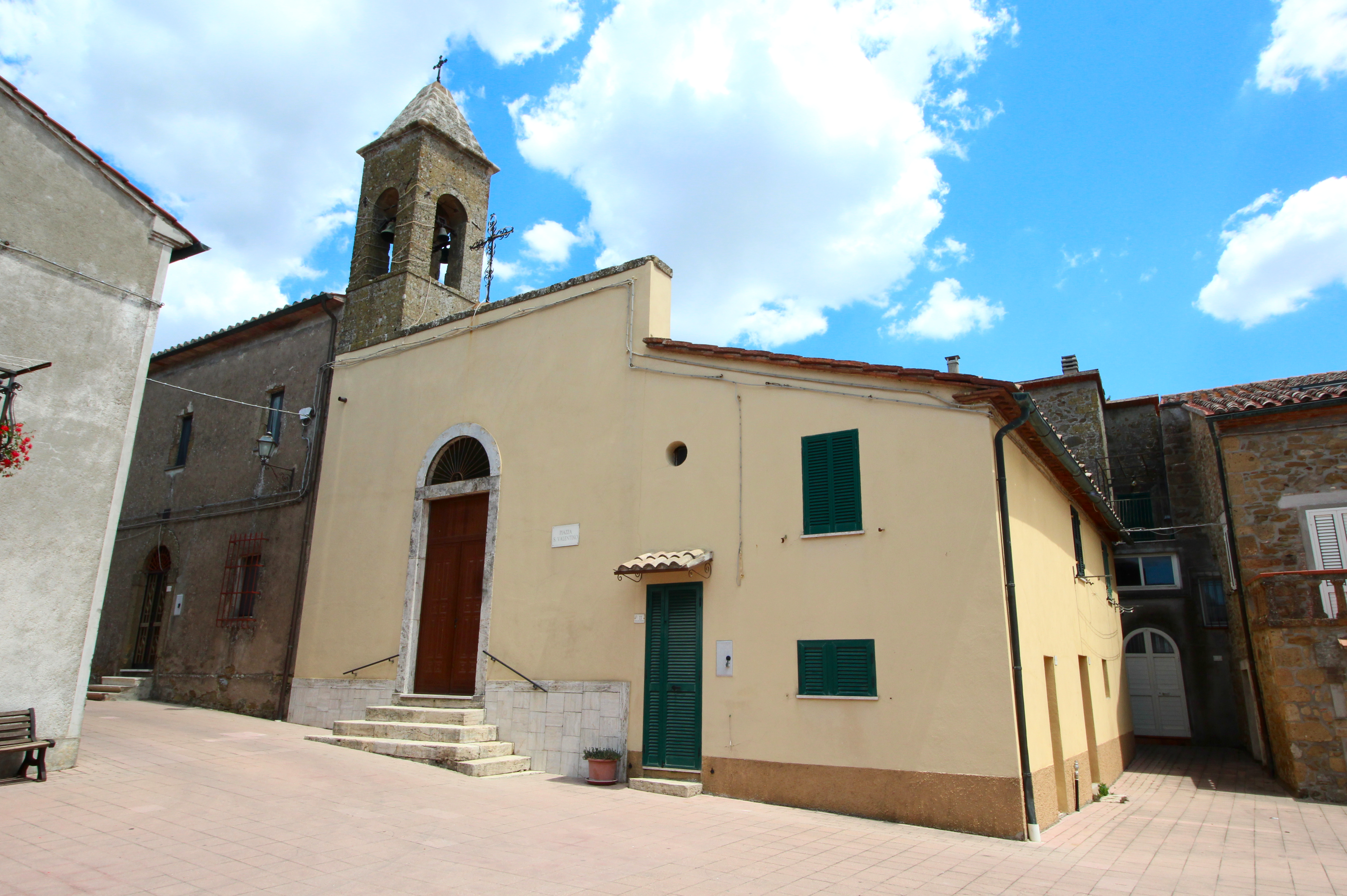
La chiesa di San Valentino

- Chiesa di San Valentino, chiesa parrocchiale della frazione, risale al XV secolo ed è stata ristrutturata ed ampliata tra la fine del XIX e i primi del XX secolo. All'interno sono custodite alcune interessanti opere: un fonte battesimale quattrocentesco, un'acquasantiera del secolo successivo, e un crocifisso ligneo del XVIII secolo.

- Cappella della Santissima Trinità, situata nella vicina località di Pratolungo, si tratta della cappella gentilizia della tenuta settecentesca presso la quale è ubicata. Durante tutto il XIX secolo appartenne alla famiglia Bianchi, per poi essere ceduta ai Finetti Piccolomini agli inizi del secolo successivo.

### Architetture militari
- Rocca di Fregiano, situata nei pressi del paese, è stata costruita nel periodo medievale e nei secoli successivi fu contesa tra i signori locali degli Ottieri e dei Baschi. Si presenta oggi sotto forma di ruderi.

### Siti archeologici
- Area archeologica di San Valentino: comprende cunicoli scavati nel tufo, tombe etrusche e romane. Di particolare importanza sono da segnalare le due monumentali tombe a semidado con facciata scolpita risalenti al III secolo a.C., situate in località Case Rocchi, a ovest dell'abitato.

## Società

### Evoluzione demografica
Quella che segue è l'evoluzione demografica della frazione di San Valentino. Sono indicati gli abitanti dell'intera frazione e dove è possibile la cifra riferita al solo capoluogo di frazione. Dal 1991 sono contati da Istat solamente gli abitanti del centro abitato, non della frazione.
| Anno | Abitanti | Abitanti       |
| Anno | Frazione | Centro abitato |
| ---- | -------- | -------------- |
| 1745 | 115      | -              |
| 1833 | 217      | -              |
| 1845 | 287      | -              |
| 1921 | 828      | -              |
| 1931 | 837      | -              |
| 1961 | 605      | 128            |
| 1981 | 399      | 99             |
| 2001 | -        | 58             |
| 2011 | -        | 52             |

## Geografia antropica
Il territorio della frazione è composto da un centro abitato principale, il paese di San Valentino (530 m s.l.m., 52 abitanti), e da varie località minori che vertono su di esso: Casetta (549 m s.l.m., 16 ab.), Case Rocchi (458 m s.l.m., 42 ab.), Pratolungo (470 m s.l.m., 41 ab.), Valle Castagneta (493 m s.l.m., 19 ab.).